# Géographie de la Zambie
Cet article traite de différents aspects de la géographie de la Zambie, un pays d'Afrique australe.

## Géographie physique

### Topographie
La plus grande partie de la Zambie est constituée d’un haut plateau parsemé de collines et de montagnes.

### Hydrologie
À l’exception du sud et du sud-ouest, les fleuves, lacs et marais sont permanents.
Le peuplement du pays est largement influencé par l’accès à l’eau potable durant la saison sèche. Plusieurs ethnies sont traditionnellement nomades, menant leurs troupeaux au fond des vallées à la saison sèche, et sur les hauteurs environnantes au retour des pluies.

### Géologie
Ressources naturelles : cuivre, cobalt, zinc, plomb, charbon, émeraudes, or, argent, uranium.

### Climat
Le climat de la Zambie est tropical, modéré par l’altitude. La saison des pluies dure de novembre à mai.
Les précipitations annuelles varient de 500  à   1 400 mm. Le nord, en particulier le nord-ouest, est la région la plus humide tandis que les zones les plus sèches sont situées à l’extrême sud-ouest et dans les vallées de la Luangwa et du Zambèze. Les plaines sont régulièrement inondées à la saison humide. Il ne tombe aucune pluie de juin à août. La Zambie ne comporte cependant aucun désert.
La plupart des espèces d’arbres perdent leurs feuilles à la saison sèche afin de minimiser la déperdition en eau. Les feux de forêts sont fréquents à partir du milieu de la saison.
En raison de l’altitude, de 1 000  à   1 300 mètres en moyenne, les températures sont plus fraîches que celles que l’on rencontre habituellement sous ces latitudes. Le mois de juin est le plus frais, oscillant de 6  à   26 °C, pour 17  à   35 °C au mois d’octobre. Il gèle parfois en hiver sur les versants les plus hauts et les plus exposés.

## Environnement

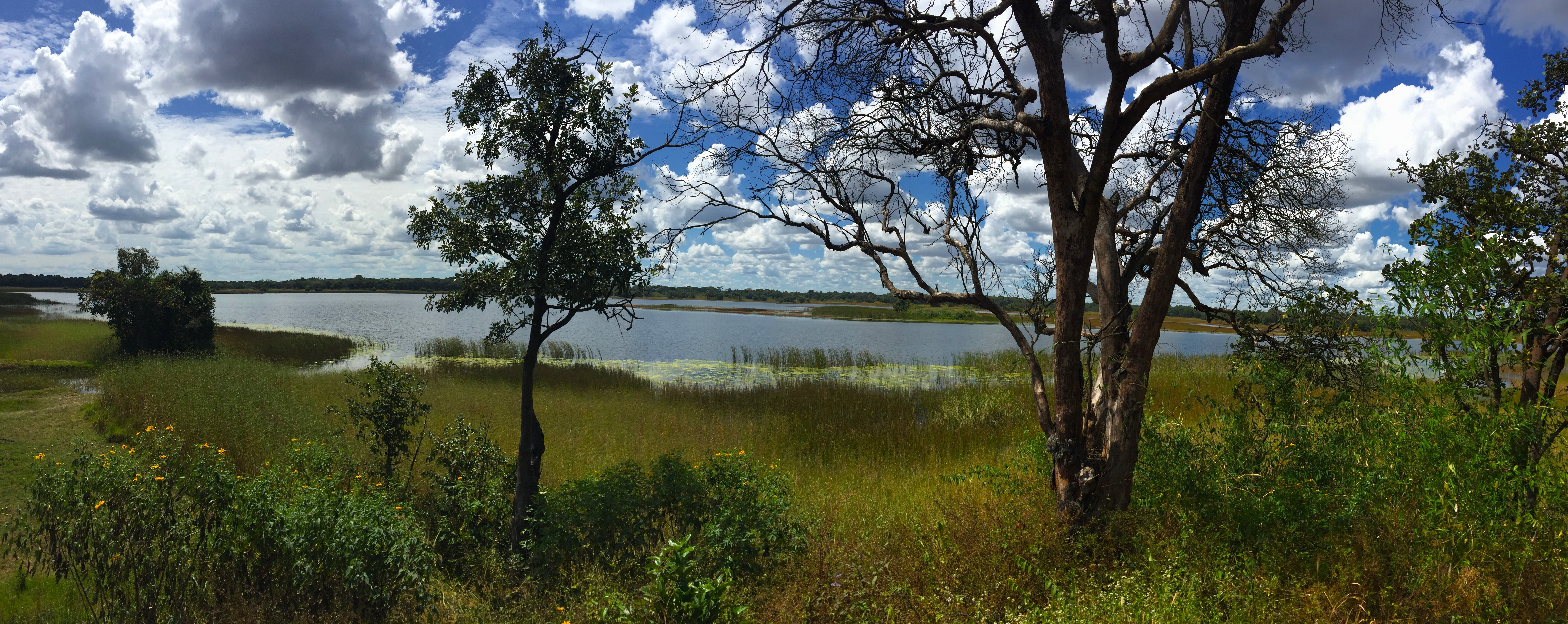
Le sanctuaire pour oiseaux de Chembe en Zambie. Avril 2021.